# 敬和王后
敬和王后李氏（1079年—1109年），父親是高麗宣宗王亨，母親是貞信賢妃李氏。本是睿宗王俁的堂姐妹，後來成為他的妻子。她成長於外家，所以隨母親姓李，初封「延和公主」。睿宗元年六月成為王妃，號「延和宮主」，因她容貌舉止十分端莊秀麗而受寵。李氏於睿宗四年七月過世，享年三十一歲，諡號為敬和王后，陵號慈陵。

## 附註
1. ↑  《高麗史節要》卷之七·睿宗文孝大王(一)·丙戌元年
2. ↑  《高麗史》世家卷第十三·睿宗四年·秋七月